# Psychotria grandis
Psychotria grandis är en måreväxtart som beskrevs av Olof Swartz. Psychotria grandis ingår i släktet Psychotria och familjen måreväxter. Inga underarter finns listade i Catalogue of Life.